# Manilkara kanosiensis
Manilkara kanosiensis (tiếng Anh thường gọi là Torem hoặc Sawai) là một loài cây gỗ thuộc họ hồng xiêm. Cây mọc rải rác trong các rừng mưa thấp trên một phạm vi rộng, từ quần đảo Muluku của Indonesia tới quần đảo Bismarck (New Britain và New Ireland) của Papua New Guinea. Nó đang gặp nguy cấp do tốc độ đốn lấy gỗ trong khu vực sống bản địa của nó.